# Thượng Kiệm
Thượng Kiệm là một xã thuộc huyện Kim Sơn, tỉnh Ninh Bình, Việt Nam.

## Địa lý
Xã Thượng Kiệm nằm ở trung tâm huyện Kim Sơn, cách trung tâm thành phố Hoa Lư 27 km, có vị trí địa lý:
- Phía đông giáp xã Kim Chính
- Phía tây giáp thị trấn Phát Diệm
- Phía nam giáp tỉnh Nam Định ranh giới là sông Đáy
- Phía bắc giáp huyện Yên Mô.

Xã Thượng Kiệm có diện tích 6,81 km², dân số năm 2022 là 7.803 người, mật độ dân số đạt 1.145 người/km².
Thị trấn Phát Diệm có địa giới hành chính xen giữa xã Thượng Kiệm, chia xã làm hai phần tách biệt ở phía bắc và phía nam của thị trấn.
Thượng Kiệm là xã nằm dài theo đê hữu sông Vạc, là tuyến đường thủy giao thông quốc gia ở tỉnh Ninh Bình. Xã này cũng là một trong số các xã được công nhận danh hiệu "Anh hùng lực lượng vũ trang nhân dân" ở tỉnh Ninh Bình.

## Hành chính
Xã Thượng Kiệm được chia thành 11 xóm.

## Lịch sử
Đây là một xã thuộc vùng đồng bằng, có lịch sử hình thành từ việc khai mở đất hoang ven biển cùng với huyện Kim Sơn năm 1829.